# Акулово (Серпуховский район)
Аку́лово — деревня в городском округе Серпухов Московской области России.
Расположена в западной части округа, в 5 километрах к северо-западу от Серпухова, на безымянном правом притоке Нары. Ближайшие населённые пункты в радиусе 1 километра — Гавшино на востоке, Мокрое на западе, Дернополье и Злобино на севере. В 2,5 километрах к северу от деревни проходит Московское большое кольцо А108.
С 1994 по 2006 года входила в состав Глазовского сельского округа, с 2006 по 2018 год — в состав сельского поселения Дашковское Серпуховского района.

## Население
| 2002 | 2006 | 2010 | 2015 |
| ---- | ---- | ---- | ---- |
| 4    | →4   | ↗14  | ↘7   |